# Masters de Cincinnati 2023
El Masters de Cincinnati 2023 fue un torneo de tenis perteneciente a la ATP en la categoría de ATP Tour Masters 1000 y a la WTA en la categoría WTA 1000. Se disputó del 13 al 20 de agosto de 2023 en Cincinnati, Ohio (Estados Unidos), sobre canchas duras, el cual pertenece a un conjunto de torneos que forman el US Open Series 2023.

## Puntos y premios

### Distribución de puntos
| Evento                 | G    | F   | SF  | CF  | Ronda de 16 | Ronda de 32 | Ronda de 64 | Q  | Q2 | Q1 |
| Individuales Masculino | 1000 | 600 | 360 | 180 | 90          | 45          | 10          | 25 | 16 | 0  |
| Dobles Masculino       | 1000 | 600 | 360 | 180 | 90          | 0           | —           | —  | —  | —  |
| Individuales Femenino  | 900  | 585 | 350 | 190 | 105         | 60          | 1           | 30 | 20 | 1  |
| Dobles Femenino        | 900  | 585 | 350 | 190 | 105         | 5           | —           | —  | —  | —  |

### Premios monetarios
| Evento                 | G          | F        | SF       | CF       | Ronda de 16 | Ronda de 32 | Ronda de 64 | Q2      | Q1    |
| Individuales masculino | $1 019 335 | $556 630 | $304 375 | $166 020 | $88 805     | $47 620     | $26 380     | $13 515 | $7080 |
| Individuales femenino  | $454 500   | $267 690 | $138 000 | $63 350  | $31 650     | $17 930     | $12 848     | $3150   | $1905 |
| Dobles masculino       | $312 740   | $169 880 | $93 310  | $51 470  | $28 310     | $15 450     | —           | —       | —     |
| Dobles femenino        | $143 600   | $72 534  | $35 910  | $18 075  | $9170       | $4530       | —           | —       | —     |

## Cabezas de serie

### Individuales masculino
| N.º | Rank. | Tenista               | Puntos | Puntos por defender | Puntos ganados | Nuevos puntos | Ronda hasta la que avanzó en el torneo                |
| 1   | 1     | Carlos Alcaraz        | 9395   | 180                 | 600            | 9815          | Final, perdió ante Novak Djokovic [2]                 |
| 2   | 2     | Novak Djokovic        | 8795   | 0                   | 1000           | 9795          | Campeón, venció a Carlos Alcaraz [1]                  |
| 3   | 3     | Daniil Medvédev       | 6530   | 360                 | 90             | 6260          | Tercera ronda, perdió ante Alexander Zverev [16]      |
| 4   | 4     | Stefanos Tsitsipas    | 5090   | 600                 | 90             | 4580          | Tercera ronda, perdió ante Hubert Hurkacz             |
| 5   | 7     | Casper Ruud           | 4715   | 10                  | 10             | 4715          | Segunda ronda, perdió ante Max Purcell [Q]            |
| 6   | 5     | Holger Rune           | 4790   | 10                  | 10             | 4790          | Segunda ronda, se retiró ante Mackenzie McDonald [WC] |
| 7   | 8     | Andrey Rublev         | 4595   | 90                  | 10             | 4515          | Segunda ronda, perdió ante Emil Ruusuvuori            |
| 8   | 6     | Jannik Sinner         | 4725   | 90                  | 10             | 4645          | Segunda ronda, perdió ante Dušan Lajović [Q]          |
| 9   | 9     | Taylor Fritz          | 3650   | 180                 | 180            | 3650          | Cuartos de final, perdió ante Novak Djokovic [2]      |
| 10  | 10    | Frances Tiafoe        | 3050   | 45                  | 45             | 3050          | Segunda ronda, perdió ante Stan Wawrinka [WC]         |
| 11  | 11    | Karen Khachanov       | 2855   | 10                  | 0              | 2845          | Baja antes de la primera ronda.                       |
| 12  | 14    | Félix Auger-Aliassime | 2510   | 180                 | 45             | 2375          | Segunda ronda, perdió ante Adrian Mannarino           |
| 13  | 15    | Cameron Norrie        | 2425   | 360                 | 10             | 2075          | Primera ronda, perdió ante Gaël Monfils [PR]          |
| 14  | 13    | Tommy Paul            | 2525   | 45                  | 90             | 2570          | Tercera ronda, perdió ante Carlos Alcaraz [1]         |
| 15  | 16    | Borna Ćorić           | 2315   | 1000                | 45             | 1360          | Segunda ronda, perdió ante Hubert Hurkacz             |
| 16  | 17    | Alexander Zverev      | 2310   | 0                   | 360            | 2670          | Semifinales, perdió ante Novak Djokovic [2]           |

#### Bajas masculinas
| Clasif | Jugador         | Puntos Antes | Puntos a defender | Puntos ganados | Puntos después | Baja debido a        |
| ------ | --------------- | ------------ | ----------------- | -------------- | -------------- | -------------------- |
| 11     | Karen Khachanov | 2855         | 10                | 0              | 2845           | Fractura por estrés. |

### Dobles masculino
| Tenista                                  | Clasif | Preclasificados |
| Wesley Koolhof Neal Skupski              | 2      | 1               |
| Ivan Dodig Austin Krajicek               | 7      | 2               |
| Rajeev Ram Joe Salisbury                 | 11     | 3               |
| Rohan Bopanna Matthew Ebden              | 20     | 4               |
| Hugo Nys Jan Zieliński                   | 21     | 5               |
| Santiago González Édouard Roger-Vasselin | 23     | 6               |
| Kevin Krawietz Tim Puetz                 | 27     | 7               |
| Marcel Granollers Horacio Zeballos       | 27     | 8               |

### Individuales femenino
| Tenista              | Ranking | Preclasificados |
| Iga Świątek          | 1       | 1               |
| Aryna Sabalenka      | 2       | 2               |
| Jessica Pegula       | 3       | 3               |
| Elena Rybakina       | 4       | 4               |
| Ons Jabeur           | 5       | 5               |
| Caroline Garcia      | 6       | 6               |
| Cori Gauff           | 7       | 7               |
| María Sákkari        | 8       | 8               |
| Petra Kvitová        | 9       | 9               |
| Markéta Vondroušová  | 10      | 10              |
| Barbora Krejčiková   | 11      | 11              |
| Beatriz Haddad Maia  | 12      | 12              |
| Belinda Bencic       | 13      | 13              |
| Daria Kasatkina      | 14      | 14              |
| Madison Keys         | 15      | 15              |
| Veronika Kudermetova | 16      | 16              |

### Dobles femenino
| Tenista                               | Clasif | Preclasificadas |
| Barbora Krejčíková Kateřina Siniaková | 3      | 1               |
| Storm Hunter Elise Mertens            | 11     | 2               |
| Nicole Melichar Ellen Perez           | 17     | 3               |
| Desirae Krawczyk Demi Schuurs         | 22     | 4               |
| Lyudmyla Kichenok Jeļena Ostapenko    | 34     | 5               |
| Su-wei Hsieh Xinyu Wang               | 38     | 6               |
| Hao-ching Chan Giuliana Olmos         | 41     | 7               |
| Shuko Aoyama Ena Shibahara            | 42     | 8               |

## Campeones

### Individual masculino
Novak Djokovic venció a  Carlos Alcaraz por 5-7, 7-6(9-7), 7-6(7-4)

### Individual femenino
Cori Gauff venció a  Karolína Muchová por 6-3, 6-4

### Dobles masculino
Máximo González /  Andrés Molteni vencieron a  Jamie Murray /  Michael Venus por 3-6, 6-1, [11-9]

### Dobles femenino
Alycia Parks /  Taylor Townsend vencieron a  Nicole Melichar /  Ellen Perez por 6-7(1-7), 6-4, [10-6]